# Пул (департамент)
Пул (фр. Pool) — департамент в Республике Конго. Граничит с департаментами Буэнза, Лекуму, Плато, Браззавилем и Демократической Республикой Конго. Площадь — 33 955 км². Население на 2010 год — 436 786 человек. Плотность — 12,86 человек/км². Естественный прирост — 2,94 %. Административный центр — город Кинкала.

## Население
Динамика изменения численности населения:
| Год  | Население |
| ---- | --------- |
| 1984 | 187 849   |
| 1996 | 265 180   |
| 2006 | 376 425   |
| 2010 | 436 786   |

## Административное деление
Пул подразделяется на 13 округов:
- Боко (13 643 человека).
- Виндза (5912 человек).
- Гома Тсе-Тсе (15 615 человек).
- Игние (29 290 человек).
- Кимба (4516 человек).
- Киндамба (17 295 человек).
- Кинкала (34 608 человек).
- Луингуи (10 553 человека).
- Лумо (4715 человек).
- Майама (7036 человек).
- Мбанза-Ндунга (9737 человек).
- Миндули (53 584 человека).
- Нгабе (30 091 человек).